# 和乐 (小吃)
和乐（拼音：hé lè ，潍坊话读作huó luo），是山东潍坊的一种传统小吃。当地三大名吃之一。又称鸡鸭和乐。使用专门的和乐床子以面粉和淀粉和成的麵制作面条，放入鸡、鸭共煮的汤内，熟後捞出，配入原汤、鸡鸭肉丝（旱肉、甜蒜、鹹香椿、鹹韭菜、辣椒油等配料通常按需搭配）。比普通面条粗，口感柔韧有劲，肉香、汤醇。

## 其他
潍坊三大名吃：
- 城隍庙肉火烧
- 朝天锅
- 和乐